# 莱姆广场站
莱姆广场站（德語：U-Bahnhof Laimer Platz）是一座慕尼黑地铁5号线位于施万塔勒高地的一座车站，为地铁5号线的终点站。